# Список об'єктів, названих на честь Карла Гаусса
Наступне було названо на честь Карла Гаусса (нім. Johann Carl Friedrich Gauß, лат. Carolus Fridericus Gauss; 1777—1855) — німецького математика, астронома, геодезиста та фізика:

## Теореми, леми
- Теорема Гаусса
- Теорема Гаусса — Ванцеля
- Теорема Гаусса — Люка
- Теорема Остроградського — Гаусса
- Лема Гаусса

## Методи
- Метод Гауса (розв'язання систем лінійних рівнянь)
- Метод Гаусса — Жордана
- Метод Гаусса — Зейделя
- Алгоритм Гаусса обчислення дати Великодня

## Функції, формули
- Функція Гаусса
- Проста гаусіанівська функція
- Формула Гаусса — Бонне
- Формула Остроградського — Гаусса
- Інтерполяційна формула Гауса

## Інше
- Гауссберг — вулкан в Антарктиді

- Дискримінанти Гауса
- Гармата Гаусса
- Кривина Гаусса
- Нормальний або Гаусів розподіл
- Гауссівський процес
- Пряма Гауса
- Проєкція Гаусса — Крюгера
- Ряд Гаусса
- Система одиниць Гауса
- Стрічка Гауса
- Сума Гаусса
- Фільтр Гаусса
- Гаусові числа
- Гауссове згладжування
- Різниця гаусіанів
- Квадратури Гауса
- Орбіталь гаусового типу
- GFSK — гаусівська частотна маніпуляція
- Гаус — одиниця магнітної індукції
- Гаусс (місячний кратер)